# 埃里约
埃里约（法語：Heyrieux，法語發音：[ɛʁjø]）是法国伊泽尔省的一个市镇，位于该省西北部，属于维埃纳区。

## 地理
埃里约（45°37'45"N, 5°3'48"E）面积13.95 平方千米，位于法国奥弗涅-罗讷-阿尔卑斯大区伊泽尔省，该省份为法国东南部内陆省份，北起顺时针与安省、萨瓦省、上阿尔卑斯省、德龙省、阿尔代什省、卢瓦尔省和罗讷省。
与埃里约接壤的市镇（或旧市镇、城区）包括：圣康坦-法拉维耶、瓦朗桑、圣皮埃尔德尚迪约、博讷法米耶、迪耶莫兹、格勒奈。

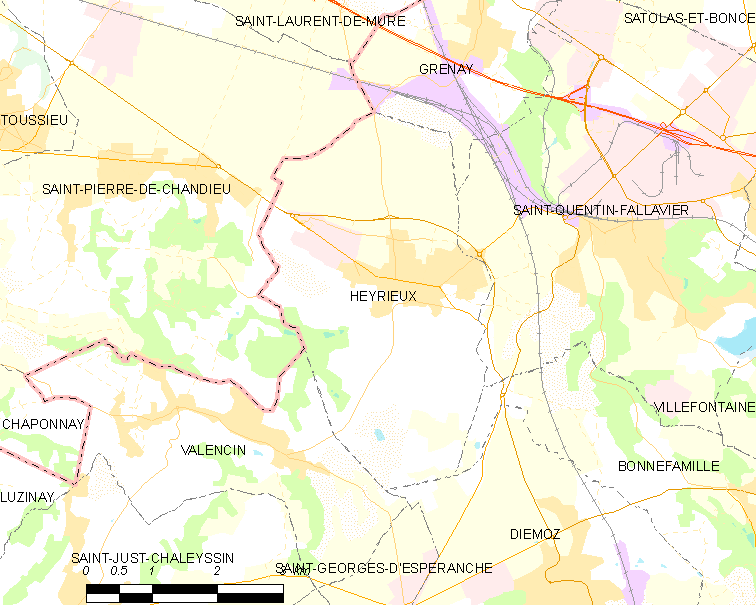
埃里约的OSM定位图

埃里约的时区为UTC+01:00、UTC+02:00（夏令时）。

## 行政
埃里约的邮政编码为38540，INSEE市镇编码为38189。

## 政治
埃里约所属的省级选区为拉韦皮耶尔县。

## 人口

1962-2008年间埃里约人口变化图示

埃里约于2022年1月1日时的人口数量为4824人。